# Strassen (Áustria)
Strassen é um município da Áustria, situado no distrito de Lienz, no estado do Tirol. Tem 17,02 km² de área e sua população em 2019 foi estimada em 800 habitantes.